# Shangfang (sockenhuvudort i Kina, Jiangxi Sheng, lat 28,68, long 117,05)
Shangfang är en sockenhuvudort i Kina. Den ligger i provinsen Jiangxi, i den sydöstra delen av landet, omkring 110 kilometer öster om provinshuvudstaden Nanchang. Antalet invånare är 19 516. Befolkningen består av 9 410 kvinnor och 10 106 män. Barn under 15 år utgör 27,0 %, vuxna 15-64 år 65 %, och äldre över 65 år 7,0 %.
Runt Shangfang är det tätbefolkat, med 297 invånare per kvadratkilometer. Närmaste större samhälle är Chenying, 2,7 km nordost om Shangfang. Trakten runt Shangfang består till största delen av jordbruksmark.
Genomsnittlig årsnederbörd är 2 653 millimeter. Den regnigaste månaden är juni, med i genomsnitt 449 mm nederbörd, och den torraste är oktober, med 41 mm nederbörd.